# Strumenti ad arco
Gli strumenti ad arco o per sineddoche archi sono strumenti musicali cordofoni nei quali la vibrazione delle corde è sollecitata da un arco su cui viene teso un fascio di crini di cavallo. Lo sfregamento dell'arco sulla corda mette la stessa in vibrazione, con frequenza direttamente proporzionale alla radice quadrata della tensione ed inversamente proporzionale alla lunghezza ed alla radice quadrata della densità lineare della corda. Hornbostel e Sachs indicano i cordofoni nei quali le corde sono suonate con un arco tramite il suffisso -71. Pur essendo di dimensioni diverse (si va dai 60 cm del violino ai 2 m del contrabbasso), gli strumenti ad arco hanno tutti la medesima forma e sono composti dai medesimi elementi. Violoncello e contrabbasso, che sono i membri più grossi della famiglia e si appoggiano a terra, sono dotati di un puntale.

## Famiglia del violino
Tra gli strumenti ad arco, la famiglia del violino è formata dagli strumenti più diffusi in epoca moderna nella musica occidentale. Il gruppo degli archi che è alla base dell'orchestra sinfonica è composto da cinque sezioni di strumenti: due sezioni di violini - i primi e i secondi - una di viole, una di violoncelli e una di contrabbassi.

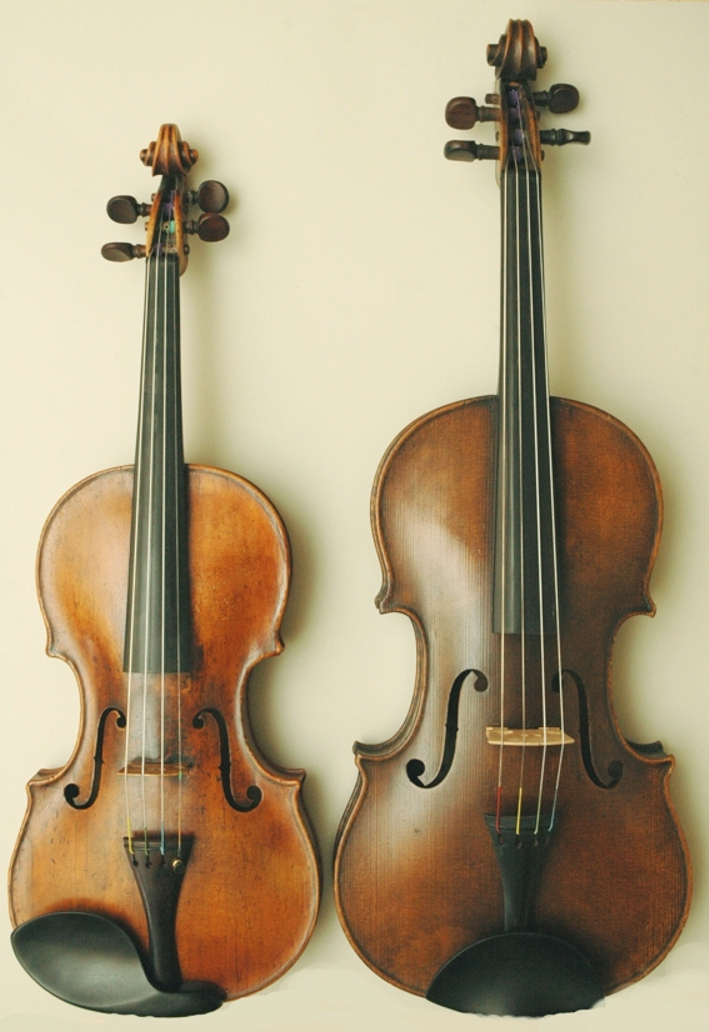
Violino e viola
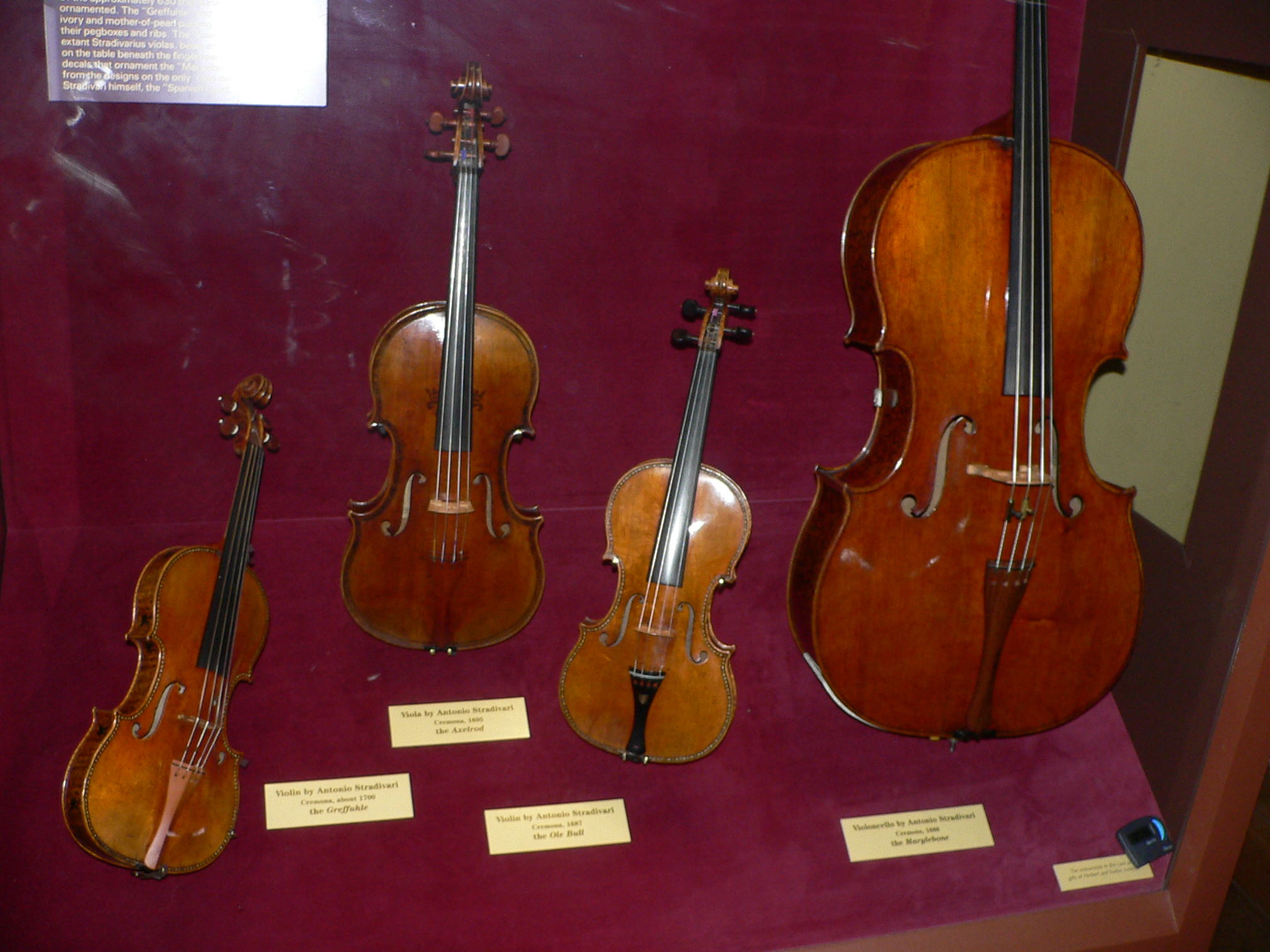
Quartetto di Stradivari
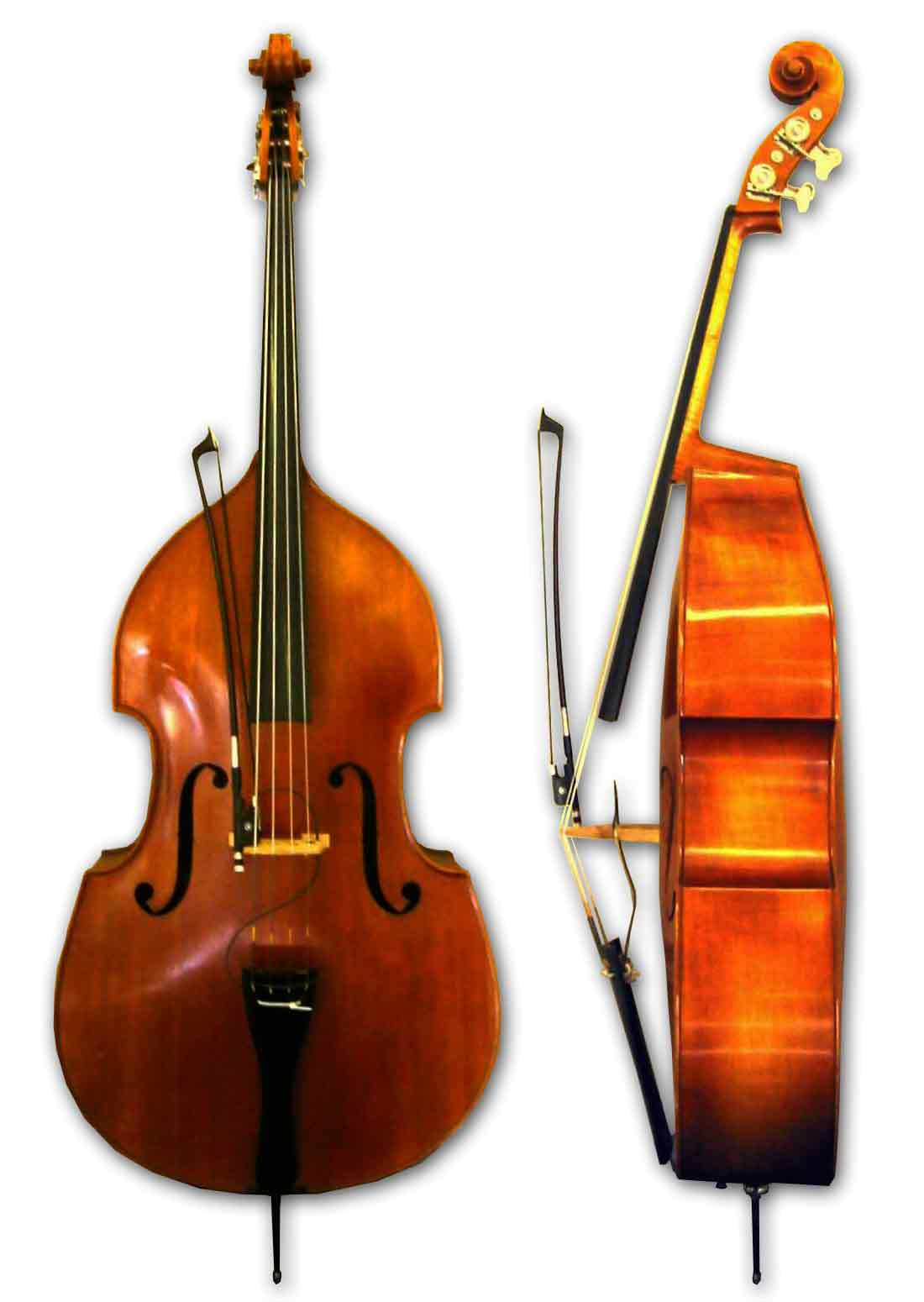
Contrabbasso
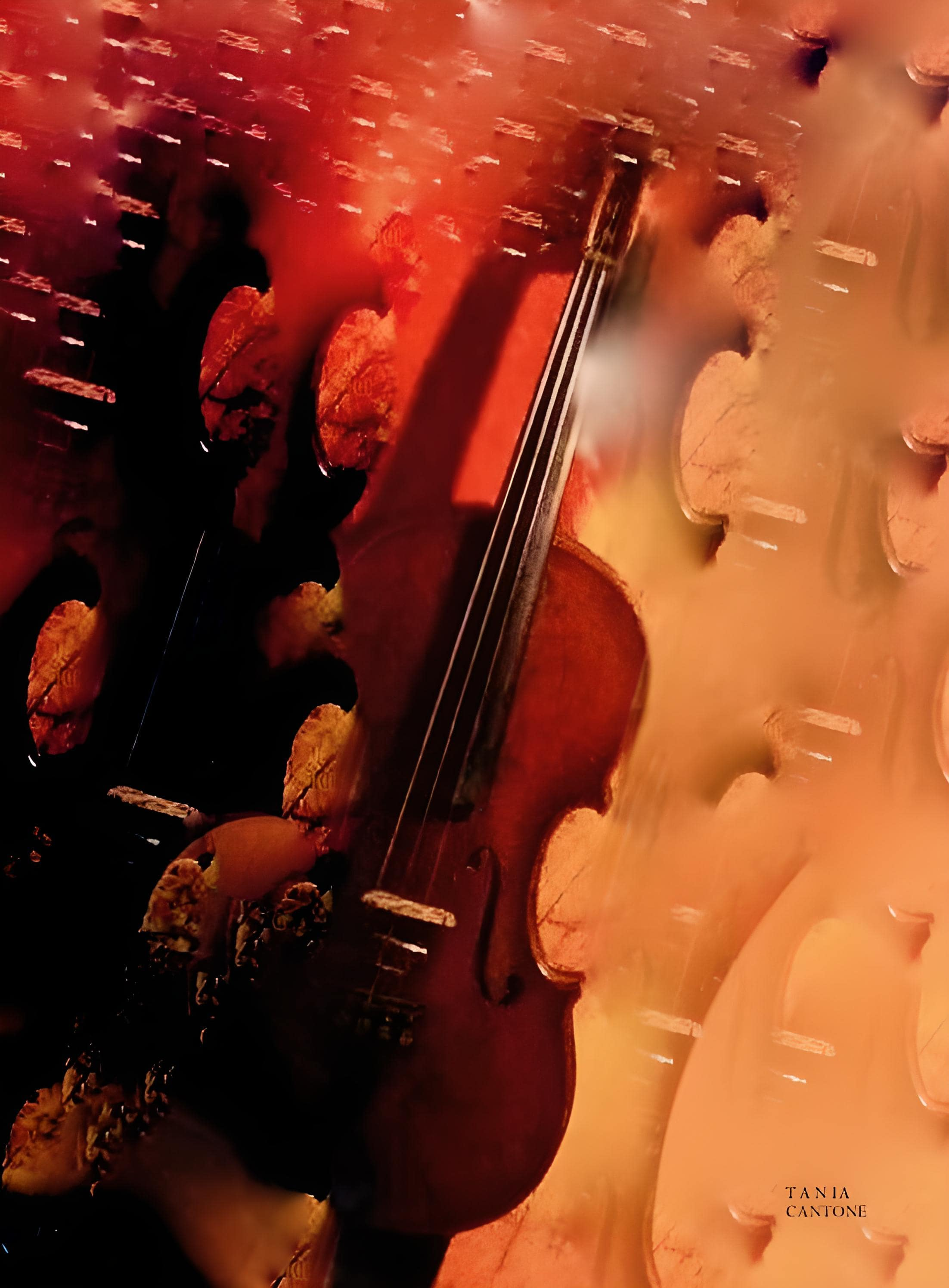
Violino in forma digitale

### Tecniche particolari

#### Corde doppie
Il suono a corde doppie si ottiene suonando due corde simultaneamente, ossia eseguendo un bicordo. Per realizzare un raddoppio è necessaria una notevole coordinazione di movimenti e un'elevata precisione nella posizione della mano sinistra e della relativa diteggiatura: l'azione di più di un dito della mano sinistra richiede uno sforzo maggiore e grande esattezza per evitare di produrre un suono stonato. A volte è necessario spostarsi su una posizione più alta, per poter posizionare correttamente le dita sulle corde. È possibile anche suonare su tre o addirittura su tutte e quattro le corde producendo accordi caratterizzati da una notevole difficoltà tecnica, dovuta al posizionamento delle dita su varie corde.
Il più antico brano musicale pubblicato in cui venne utilizzata questa tecnica nei vari strumenti ad arco è il Capriccio Stravagante di Carlo Farina (1627).

## Altri strumenti ad arco
Al di fuori della famiglia del violino esistono altri strumenti ad arco, fra cui quelli della tradizione musicale occidentale (per es.le viole da gamba e da braccio e le lire da gamba e da braccio), del folclore o di altre culture musicali. 
In quella cinese per es. si annoverano strumenti ad arco ad una e due corde come gli huqin (胡琴), di cui fanno parte erhu (二胡), gaohu (高胡), zhonghu (中胡) e gehu (革胡).
Fra gli strumenti ad arco giapponesi è a tre corde il kokyū (胡弓).
Nel mondo arabo è presente il rebab.